# John Hadley

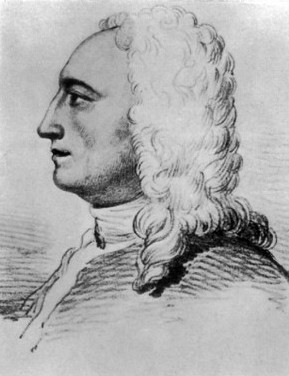
John Hadley

John Hadley (* 16. April 1682 in Barnet, Hertfordshire; † 14. Februar 1744 ebenda) war ein englischer Astronom und Mathematiker.

## Leben und Wirken
John Hadley wurde am 21. März 1717 Fellow der Royal Society. Er fand Methoden zum Schleifen asphärischer Teleskopspiegel, wodurch er 1721 das erste leistungsfähige Newton-Teleskop bauen konnte. Mit seinem präzisen 15-cm-Parabolspiegel erwies es sich einem gleich großen Linsenteleskop als überlegen. Er baute aber auch Gregory-Teleskope.
Im Jahr 1731 erfand er den Oktanten, den Vorläufer des Sextanten. In der Navigation und als Gerät zur Messung von Sternhöhen ersetzte er bald den bis dahin verwendeten Davis-Quadranten. Sowohl am Bau des Teleskops als auch des zuerst „Quadrant“ genannten Oktanten waren seine Brüder George (1685–1768) und Henry (* 1687) beteiligt.
Nach John Hadley sind der Mons Hadley, der Mons Hadley Delta und die Hadley-Rille auf dem Mond benannt, in deren unmittelbarer Nähe die Mondlandefähre von Apollo 15 landete. Im Grahamland in der Antarktis ist das Hadley Upland nach ihm benannt.

## Familie
John Hadley war das älteste der 6 Kinder von George Hadley und Katherine Fitzjames. Sein jüngerer Bruder George Hadley wurde ein bekannter Meteorologe und entdeckte die Hadley-Zellen der atmosphärischen Zirkulation. Hadley heiratete 1734 Elizabeth Hodges. Sie hatten ein Kind, den 1738 geborenen Sohn John.
Sein gleichnamiger Neffe John Hadley (1731–1764), Sohn des Henry, war Chemiker und Arzt sowie Mitglied der Royal Society ab 1758.